# Fairfield (Nueva York)
Fairfield es un pueblo ubicado en el condado de Herkimer en el estado estadounidense de Nueva York. En el año 2000 tenía una población de 1.607 habitantes y una densidad poblacional de 15.1 personas por km².

## Geografía
Fairfield se encuentra ubicado en las coordenadas 43°7′29″N 74°56′4″O / 43.12472, -74.93444.

## Demografía
Según la Oficina del Censo en 2000 los ingresos medios por hogar en la localidad eran de $40,104, y los ingresos medios por familia eran $45,069. Los hombres tenían unos ingresos medios de $31,992 frente a los $21,944 para las mujeres. La renta per cápita para la localidad era de $15,603. Alrededor del 11.6% de la población estaban por debajo del umbral de pobreza.